# Midjourney
Midjourney是一個由位於美國加州舊金山的同名研究實驗室開發之人工智慧程式，可根據文本生成图像，於2022年7月12日進入公開測試階段，並於2024年7月31日發布正式版，使用者可透過Discord的機器人指令進行操作。該研究實驗室由Leap Motion的創辦人大卫·霍尔兹（David Holz）負責領導。

## 模型
Midjourney一直在努力改进其算法，并每隔几个月发布新的模型版本。V2于2022年4月推出，第三版于7月25日发布。 2022年11月5日，V4的alpha版发布给用户使用，V5的alpha版于2023年3月15日发布。
| 常规模型 | 常规模型                |
| 版本     | 发布日期                |
| -------- | ----------------------- |
| V1       | 2022年2月               |
| V2       | 2022年4月12日           |
| V3       | 2022年7月25日           |
| V4       | 2022年11月5日 （alpha） |
| V5       | 2023年3月15日 （alpha） |
| V5.1     | 2023年5月3日            |
| V5.2     | 2023年6月22日           |
| V6       | 2023年12月21日（alpha） |
| V6.1     | 2024年7月31日           |

| 其它模型   | 其它模型       | 其它模型                                                   |
| 版本       | 发布日期       | 注释                                                       |
| ---------- | -------------- | ---------------------------------------------------------- |
| --beta     | 2022年8月22日  |                                                            |
| test/testp | 2022年8月28日  |                                                            |
| Niji       | 2022年12月20日 | Midjourney与Spellbrush的合作模型，专为动漫风格微调的模型。 |
| Niji 5     | 2023年4月2日   | Midjourney与Spellbrush的合作模型，专为动漫风格微调的模型。 |
| Niji 6     | 2024年1月29日  | Midjourney与Spellbrush的合作模型，专为动漫风格微调的模型。 |

## 事件

### 封锁习近平的图像生成
2023年3月，大卫·霍尔兹表示，为防止中国政府可能因为习近平的讽刺图像而封锁Midjourney，Midjourney已经阻止了习近平图像的生成。霍尔兹说：「中国人使用这项技术的能力比你生成讽刺作品的能力更重要。」